# Тухоля
Тухо̀ля (на полски: Tuchola; на кашубски: Tëchòlô, Tuchòlô; на немски: Tuchel) е град в Полша, Куявско-Поморско войводство. Административен център е на Тухолски окръг, както и на градско-селската Тухолска община. Заема площ от 17,69 км2.